# جیمز استوارت (نظامی)
جیمز استوارت (انگلیسی: James Stuart; ۲ مارس ۱۷۴۱ – ۲۹ آوریل ۱۸۱۵) یک افسر ارتش بریتانیا بود که در طول جنگ انقلاب آمریکا در آمریکای شمالی خدمت کرد و در لشکرکشی‌های مختلفی در هند بریتانیا شرکت داشت. او اولین افسر کل فرمانده سیلان و دومین فرماندار نظامی سیلان بریتانیا بود. او در ۱ مارس ۱۷۹۶ منصوب شد و تا ۱ ژانویه ۱۷۹۷ فرماندار بود. پس از او ولبور الیس دویل جانشین او شد.